# Cannabis na gravidez
O consumo de cannabis durante a gravidez é uma questão importante de saúde pública. Pesquisas descobriram associações possíveis ou prováveis entre o uso de cannabis e o risco de resultados adversos em relação ao desenvolvimento cognitivo, à saúde mental, à saúde física e à lactação.
A cannabis é a substância ilícita mais comumente usada por mulheres grávidas.

## Sistema endocanabinoide
Há muito tempo se suspeita e se estuda a função do sistema endocanabinoide (ECS) na fertilidade feminina. A maioria dos estudos realizados até 2013 relacionando o desenvolvimento do feto e a maconha mostra os efeitos do consumo durante o período gestacional, mas as anormalidades no sistema endocanabinoide durante a fase de desenvolvimento da placenta também estão relacionadas a problemas na gravidez. De acordo com Sun e Dey (2012), a sinalização endocanabinoide desempenha um papel nos “eventos reprodutivos femininos, incluindo o desenvolvimento embrionário pré-implantacional, o transporte oviductal do embrião, a implantação do embrião, a placentação e o parto”. Karusu et al (2011) afirmaram que ainda não foi estabelecida uma “correlação clara (...) nos tecidos reprodutivos reais de mulheres que abortam versus mulheres saudáveis”. No entanto, os efeitos adversos da fumaça da maconha e do THC nas funções reprodutivas apontam para processos que são modulados pelo ECS”.
Dados recentes indicam que a expressão endometrial de receptores de canabinoides em mães fumantes de maconha é maior do que em não fumantes. Keimpema e colaboradores (2011) disseram: “A exposição pré-natal à cannabis pode levar a defeitos de crescimento durante a formação do sistema nervoso”; “[c]annabis impacta a formação e as funções dos circuitos neuronais ao ter como alvo os receptores de canabinoides... Ao prolongar indiscriminadamente o período de 'ativação' dos receptores canabinoides, a cannabis pode sequestrar os sinais endocanabinoides para evocar rearranjos moleculares, levando à fiação errônea das redes neuronais”. Um relatório preparado para o Conselho Nacional Australiano sobre Drogas concluiu que a cannabis e outros canabinoides são contraindicados na gravidez, pois podem interagir com o sistema endocanabinoide.

## Evidências
A partir de 2023, o aumento do uso de cannabis durante a gravidez e o aumento da potência da cannabis tornaram-se um importante problema de saúde pública. Pesquisas encontraram associações possíveis ou prováveis entre o uso de cannabis e o risco de resultados adversos em relação ao desenvolvimento cognitivo, à saúde mental, à saúde física e à lactação.

### Mental e cognitivo
O uso de cannabis durante a gravidez está associado a efeitos adversos na saúde mental e no desempenho cognitivo dos filhos. A exposição ao THC resultante do uso de cannabis interfere no desenvolvimento do cérebro fetal e os filhos homens de usuárias são mais suscetíveis a doenças psicóticas.

### Epigenética
A exposição ao THC em ratos durante a fase de desenvolvimento pré-natal pode causar alterações epigenéticas na expressão gênica, mas o conhecimento sobre o risco de distúrbios psiquiátricos é limitado devido a barreiras éticas ao estudo do cérebro humano em desenvolvimento. Uma revisão de 2015 constatou que o uso de cannabis por mães grávidas correspondia à maturação cerebral prejudicada em seus filhos e que essas crianças eram mais predispostas a distúrbios de neurodesenvolvimento; esses resultados não demonstram causalidade.

### Fatores de confusão
O Instituto Nacional de Abuso de Drogas [en] declarou em 2018 que são necessárias mais pesquisas para “separar” os efeitos do uso de cannabis do uso concomitante de drogas pela mãe e de outros fatores ambientais.

## Observações sobre o desenvolvimento
Observações sobre o desenvolvimento sugerem que os receptores CB1 se desenvolvem apenas gradualmente durante o período pós-natal, o que bloqueia os efeitos psicoativos do tratamento com canabinoides no organismo jovem. Portanto, sugere-se que as crianças podem responder positivamente às aplicações medicinais de canabinoides sem efeitos centrais indesejáveis. Resultados clínicos foram relatados em oncologia pediátrica e em estudos de caso de crianças com doença neurológica grave ou trauma cerebral e fibrose cística (FC), sugerindo o tratamento com canabinoides para crianças ou adultos jovens, a fim de obter uma melhora em sua condição de saúde, incluindo melhor ingestão de alimentos e redução das exacerbações inflamatórias.

## Enjoo matinal/hiperêmese gravídica
A hiperêmese gravídica (HG) é uma doença debilitante caracterizada por náuseas e vômitos graves, desnutrição e perda de peso durante a gravidez, e ocorre em 1% a 2% das mulheres grávidas em todo o mundo. É um mistério feminino desconcertante para o estabelecimento médico atual. A frustração é sentida principalmente por mulheres que sobreviveram à HG, buscando desesperadamente uma cura e uma maior compreensão dessa doença. Várias mulheres grávidas revelaram sua experiência pessoal com a cannabis, tendo-a usado para aliviar os sintomas da HG, que, de outra forma, teriam ficado gravemente emaciadas, desidratadas e desnutridas devido aos vômitos persistentes e incontroláveis e à incapacidade de comer e beber durante a gravidez.

## Sociedade e cultura
É um equívoco comum pensar que o uso de maconha na gravidez é de baixo risco; nos Estados Unidos, 70% das mulheres presumem que esse uso é seguro.